# Polizei (Australien)

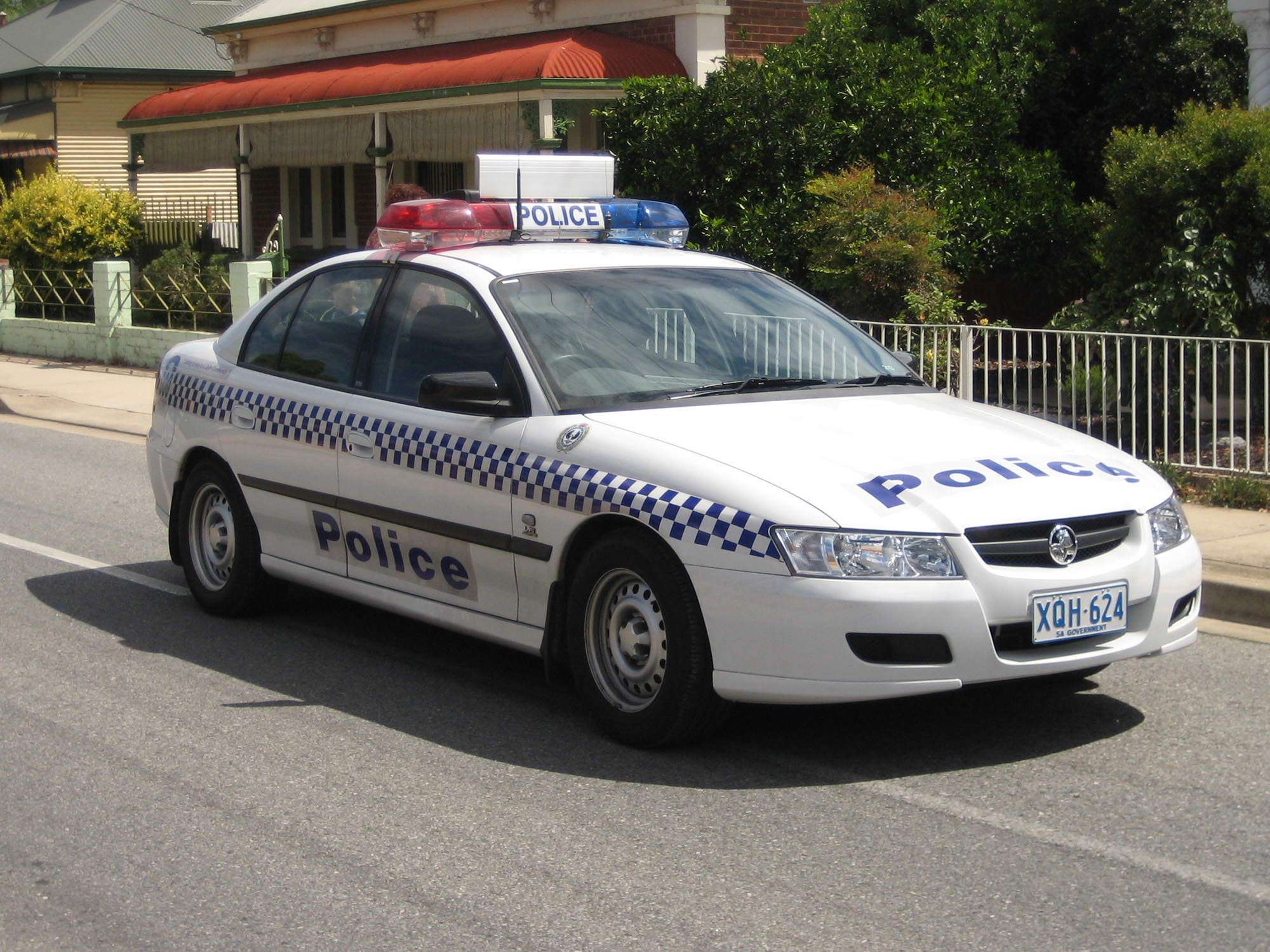
Einsatzfahrzeug der South Australia Police

Die australische Polizei ist eine Sicherheitsbehörde, die für die Sicherheit in Australien verantwortlich ist. Sie ist zweistufig gegliedert: Die Polizeien der Bundesstaaten und die seit 1979 bestehende Australian Federal Police. Die traditionsreicheren Polizeikräfte der einzelnen Bundesstaaten bestehen seit dem 19. Jahrhundert; es sind dies die New South Wales Police, die Northern Territory Police, die Queensland Police, die South Australia Police, die Tasmania Police, die Victoria Police und die Western Australia Police.
Jeder Bundesstaat sowie das Northern Territory ist für Polizeiaufgaben auf bundesstaatlicher und lokaler Ebene selbst verantwortlich. Darunter fallen die allgemeine Durchsetzung von Recht und Ordnung, Verkehrsüberwachung, bedeutende Kriminalfälle, Wasserpolizei, Vermisstensuche und -rettung und (in einigen Staaten) Sicherheit in öffentlichen Verkehrsmitteln. Im Australian Capital Territory, im Jervis Bay Territory und in den australischen Außengebieten übernimmt die Australian Federal Police diese Aufgaben.
Die Australian Federal Police ist im ganzen Land tätig und für die Durchsetzung des Bundesrechts zuständig. Dazu zählen Unternehmensrecht, Drogenhandel, Geldwäsche, Menschenhandel, Computerkriminalität, organisiertes Verbrechen, Zwangsprostitution, schwere Betrugsfälle und Terrorismusbekämpfung. Die AFP wird auch für friedenserhaltende Maßnahmen und Polizeiaufgaben im Ausland eingesetzt, so z. B. in Osttimor, Papua-Neuguinea und auf den Salomonen.
Polizeien der Bundesstaaten (Policing agencies) sind
- New South Wales Police Force[4]
- Northern Territory Police[5]
- Queensland Police[6]
- South Australia Police[7]
- Tasmania Police[8]
- Victoria Police[9]
- Western Australia Police[10]